# Jack Price
Jack Alexander Price (Shrewsbury, 19 dicembre 1992) è un calciatore inglese, centrocampista del Brackley Town.

## Carriera
Cresciuto nel settore giovanile del Wolverhampton, esordisce in prima squadra il 10 agosto 2013, nella partita di League One vinta per 4-0 contro il Gillingham. Dopo aver vinto il campionato, il 1º settembre 2014 viene ceduto in prestito mensile allo Yeovil Town, mentre il 7 ottobre passa in prestito trimestrale al Leyton Orient.
Il 12 gennaio 2018 si trasferisce a titolo definitivo ai Colorado Rapids, con cui firma un quadriennale, lasciando così i Wolves dopo 17 anni.

## Statistiche

### Presenze e reti nei club
Statistiche aggiornate al 13 maggio 2018.
| Stagione             | Squadra              | Campionato           | Campionato | Campionato | Coppe nazionali | Coppe nazionali | Coppe nazionali | Coppe continentali | Coppe continentali | Coppe continentali | Altre coppe | Altre coppe | Altre coppe | Totale | Totale | Totale |
| Stagione             | Squadra              | Comp                 | Pres       | Reti       | Comp            | Pres            | Reti            | Comp               | Pres               | Reti               | Comp        | Pres        | Reti        | Pres   | Reti   |        |
| -------------------- | -------------------- | -------------------- | ---------- | ---------- | --------------- | --------------- | --------------- | ------------------ | ------------------ | ------------------ | ----------- | ----------- | ----------- | ------ | ------ | ------ |
| 2013-2014            | Wolverhampton        | FL1                  | 26         | 0          | FACup+CdL       | 2+0             | 0               | -                  | -                  | -                  | FLT         | 2           | 0           | 30     | 0      |        |
| sett.-ott. 2014      | Yeovil Town          | FL1                  | 6          | 0          | FACup+CdL       | -               | -               | -                  | -                  | -                  | FLT         | 1           | 0           | 7      | 0      |        |
| ott.-dic. 2014       | Leyton Orient        | FL1                  | 5          | 0          | FACup+CdL       | -               | -               | -                  | -                  | -                  | FLT         | -           | -           | 5      | 0      |        |
| 2014-2015            | Wolverhampton        | FLC                  | 23         | 1          | FACup+CdL       | 2+1             | 0               | -                  | -                  | -                  | -           | -           | -           | 26     | 1      |        |
| 2015-2016            | Wolverhampton        | FLC                  | 24         | 1          | FACup+CdL       | 0+3             | 0               | -                  | -                  | -                  | -           | -           | -           | 27     | 1      |        |
| 2016-2017            | Wolverhampton        | FLC                  | 19         | 0          | FACup+CdL       | 1+3             | 0               | -                  | -                  | -                  | -           | -           | -           | 23     | 0      |        |
| 2017-gen. 2018       | Wolverhampton        | FLC                  | 5          | 0          | FACup+CdL       | 0+4             | 0               | -                  | -                  | -                  | -           | -           | -           | 9      | 0      |        |
| Totale Wolverhampton | Totale Wolverhampton | Totale Wolverhampton | 97         | 2          |                 | 16              | 0               |                    | -                  | -                  |             | 2           | 0           | 115    | 2      |        |
| 2018                 | Colorado Rapids      | MLS                  | 31         | 1          | USOC            | 0               | 0               | CCL                | 2                  | 0                  | -           | -           | -           | 33     | 1      |        |
| Totale carriera      | Totale carriera      | Totale carriera      | 139        | 4          |                 | 16              | 0               |                    | 2                  | 0                  |             | 3           | 0           | 160    | 4      |        |

## Palmarès

### Club

#### Competizioni nazionali
- Football League One: 1

Wolverhampton: 2013-2014